# Bulbophyllum major
Bulbophyllum major là một loài phong lan thuộc chi Bulbophyllum.